# 哈通瓊加拉山
15°22′40″S 71°35′39″W / 15.37778°S 71.59417°W
哈通瓊加拉山（Jatunchungara），是秘魯的山峰，位於該國南部阿雷基帕大區，由卡伊尤馬區和西瓦約區負責管轄，屬於奇拉山脈的一部分，海拔高度5,287米。